# Bibliothèque de l'université de Graz

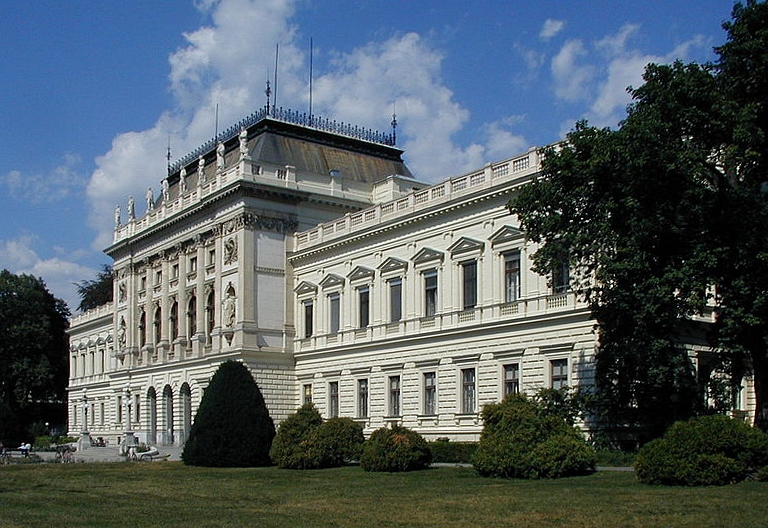
Le bâtiment principal de l'université de Graz.
La bibliothèque est située à l'arrière.

La bibliothèque de l'université de Graz est la plus grande bibliothèque scientifique de la Styrie et la troisième d'Autriche. Elle fait partie de la Karl-Franzens-Universität et consiste en plusieurs unités (bibliothèque centrale ; bibliothèque de la Faculté des sciences juridiques, sociales et économiques ; bibliothèque de la Faculté de théologie), et en diverses bibliothèques spécialisées rattachées aux instituts de l'université. En outre, elle recueille le dépôt légal pour la production imprimée de la Styrie. L'accès à la bibliothèque et à ses collections est libre, elle est ouverte au public.

## Histoire

### La bibliothèque de l'université des Jésuites

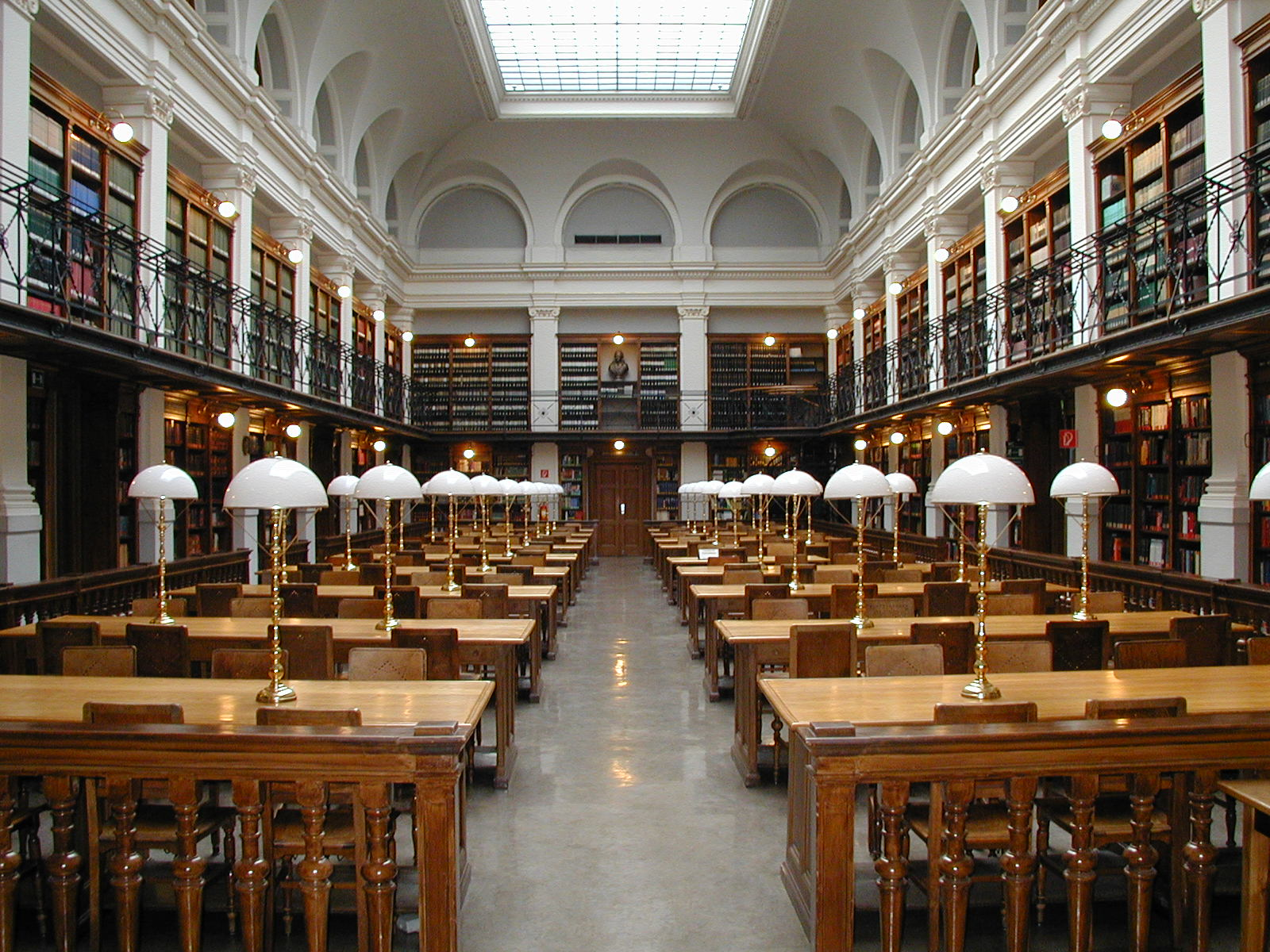
La salle de lecture historique en style de la renaissance.

La bibliothèque de l'université des Jésuites date de l'époque de la Contre-Réforme quand, sous l'archiduc Charles II, les Jésuites se sont mis à réinstaurer la religion catholique au sein d’une population à majorité protestante. Le collège des Jésuites, fondé en 1573, disposait d'une école et d'une bibliothèque qui est devenue bibliothèque universitaire lors de la transformation de l'école en université sous le pape Grégoire XIII en 1585. Grâce à la sécularisation des monastères, aux acquisitions et aux dons, les collections se sont développées rapidement. La bibliothèque, ainsi que l'université, s’est concentrée principalement sur la théologie, pas seulement catholique, et sur les sciences naturelles en raison de l'influence de l'éminent mathématicien Paul Guldin, jésuite et professeur. En 1773, année de la dissolution de l'ordre des Jésuites, l'université est devenue une institution d'État.

### La bibliothèque universitaire comme institution d'État
En 1775, par décret impérial, l'université de Graz est de nouveau fondée et confiée, avec la bibliothèque, à l'administration de l'État ; cependant la plupart des employés étaient d’anciens jésuites. Après quelques rénovations, la bibliothèque, devenue bibliothèque publique, est officiellement inaugurée en 1781. La perte du catalogue composé de 28 volumes - qui n’a jamais été retrouvé - et l'accroissement des collections dû à la dissolution des monastères représentaient les plus grands problèmes.

### La bibliothèque du lycée
Sous le règne de l'Empereur Joseph II, l'université de Graz était parmi celles qui ont été transformées en lycée. Pourtant, les collections de la bibliothèque ont continué à se développer.

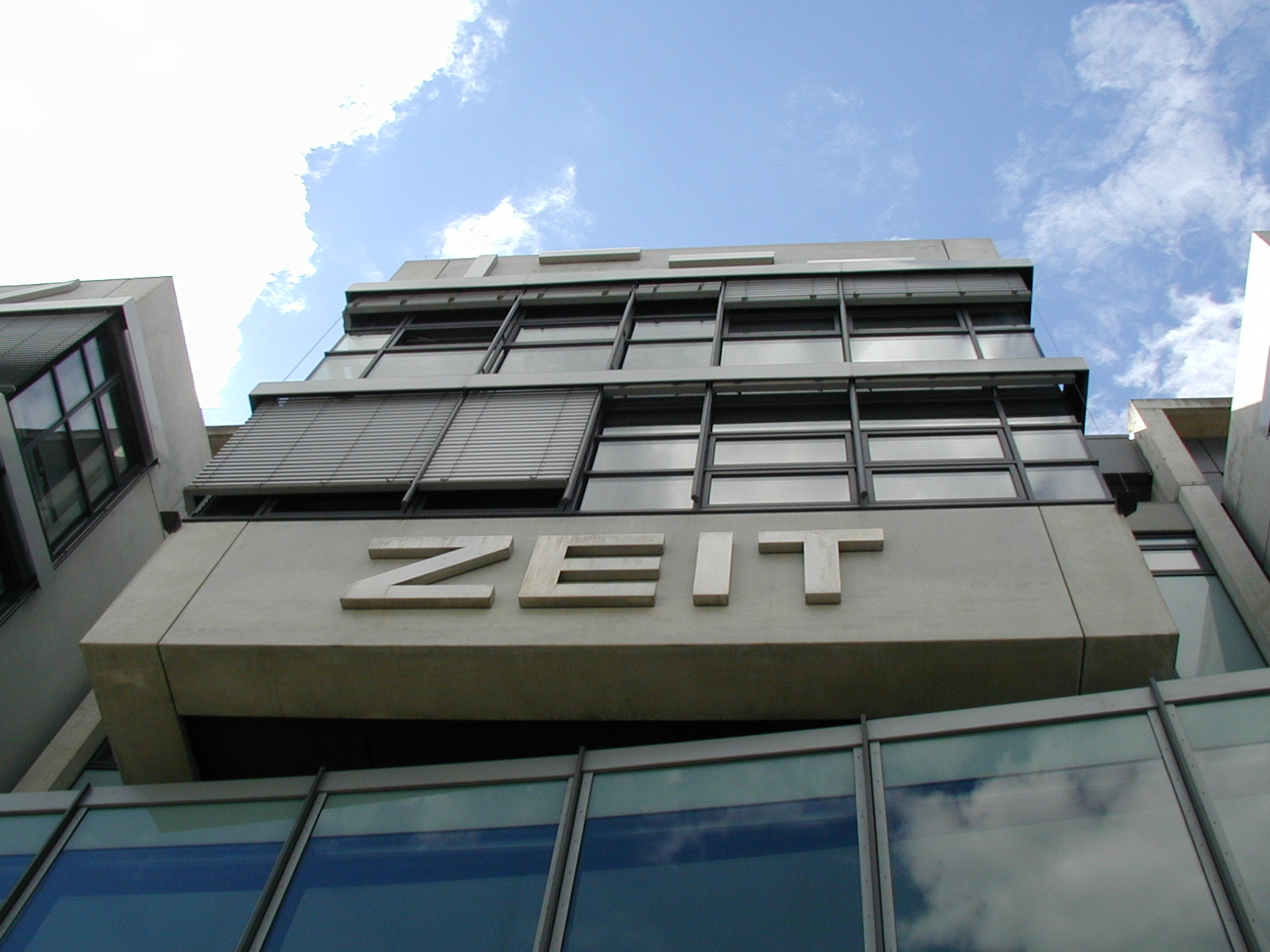
Détail de la façade de 1994-1996.

### La renaissance de la bibliothèque universitaire
45 ans plus tard, le 19 avril 1827, l'Empereur François I rétablit les anciens droits de l'université, qui, depuis, est appelée Karl-Franzens-Universität d'après ses deux fondateurs. Comme l'université ne devait pas causer de dépenses supplémentaires à l'État, le taux d'accroissement des collections de la bibliothèque dépendait des dons et des legs. Un service satisfaisant n’a pu être offert qu'à partir de 1870, lorsque, d’une part, le nombre d’employés est passé de trois à six, et d’autre part, les ressources budgétaires de 830 à 4 000 florins.

### Le développement jusqu'à la fin de la Seconde Guerre mondiale
Comme l'université souffrait du manque de place dans le centre-ville, on a entrepris d’édifier plusieurs nouveaux bâtiments dans l'arrondissement de Geidorf, situé à l'époque à la périphérie de Graz. La bibliothèque - comprenant alors 135 000 volumes - s'établit dans le bâtiment central de l'université en septembre 1895. En 1914, l'aile au nord-est de la salle de lecture a été dotée d’un deuxième étage. La bibliothèque a considérablement souffert des deux guerres mondiales. En 1944, pour protéger les collections les plus précieuses des bombardements, 60 000 volumes ont été transportés en lieu sûr. Le 2 octobre 1945, la bibliothèque a rouvert ses portes. 4 500 volumes, dont 200 manuscrits, comptent parmi les pertes liées à la guerre.

### Le développement le plus récent

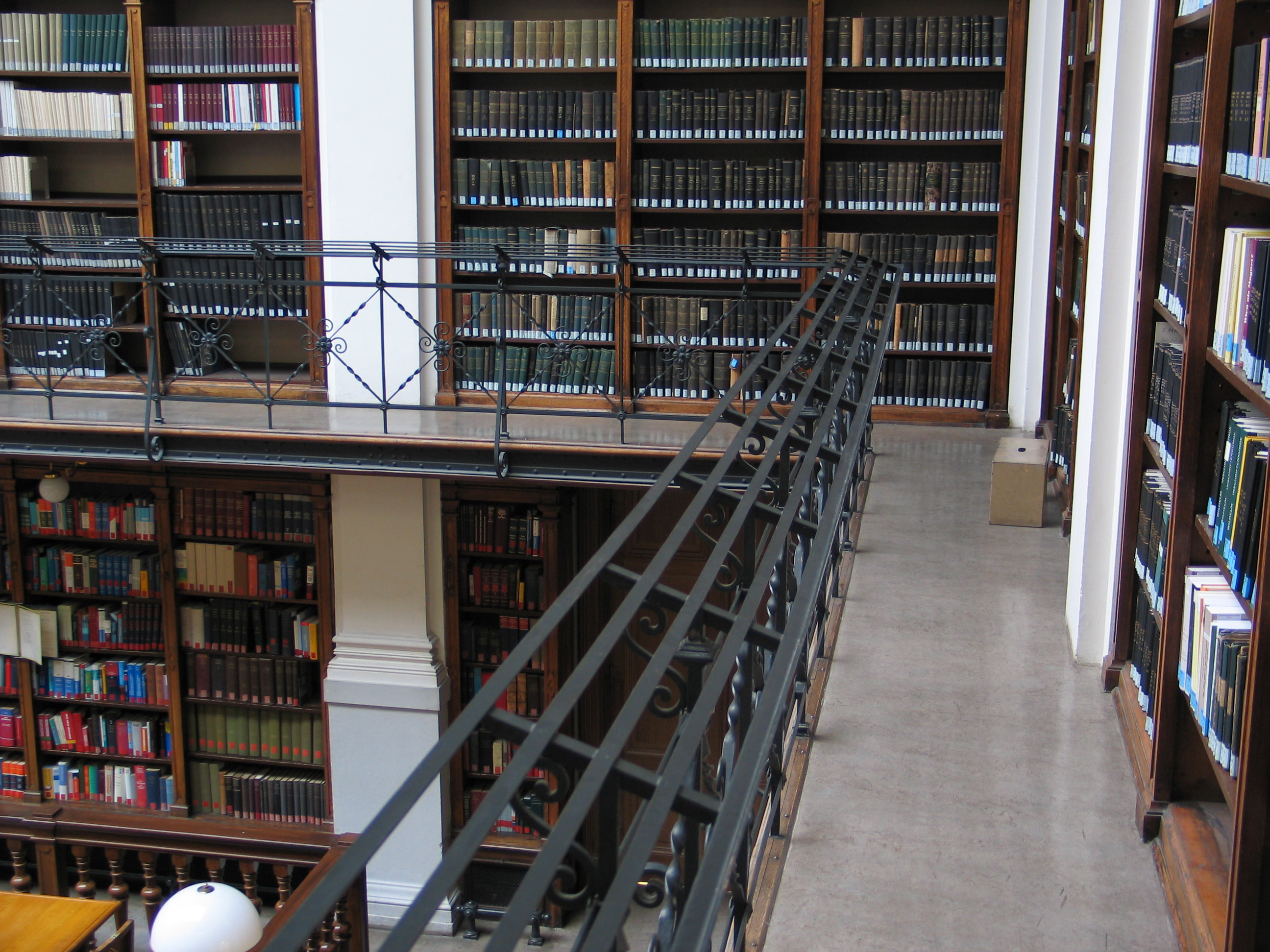
Galerie de la salle de lecture

La deuxième moitié du XXe siècle est surtout marquée par des extensions et par une décentralisation croissante. En 1950, une grande annexe est ajoutée aux deux magasins le long de la salle de lecture au sud-est de la bibliothèque. En 1970, la bibliothèque est dotée dans la partie nord-ouest du bâtiment d’une annexe moderne, et d’un nouveau hall d'entrée. Entre 1994 et 1996, on a agrandi la Faculté des sciences juridiques, sociales et économiques : le nouveau bâtiment est pourvu d’une bibliothèque propre à cette faculté. En outre, dans le bâtiment principal de l’université, on crée une autre annexe de la bibliothèque de l'université. En même temps, une médiathèque pour les médias audiovisuels, ainsi que d’autres bibliothèques spécialisées, situées dans le Centre universitaire du Wall, sont fondées ; d'autres immeubles sont construits. À la suite de l’autonomie de la Faculté de médecine, les petites bibliothèques de leurs instituts ont été transformées en 2004 en bibliothèque universitaire autonome. Depuis 1998, la bibliothèque de l'université de Graz, en collaboration avec les bibliothèques universitaires de Vienne et Innsbruck, est chargée de la formation des consortiums nationaux et internationaux visant une utilisation commune plus économique des périodiques et livres électroniques. Le 1er juillet 2005, la « Coopération E-média Autriche » est établie à la bibliothèque de l'université de Graz. Celle-ci participe aussi de façon pertinente au projet « Austrian Literature Online » dont l’objectif est de numériser la littérature autrichienne.

## Le personnel
Au temps de la prise en charge par l'État, la bibliothèque universitaire était administrée par un directeur et un bibliothécaire. Au début du XXe siècle, 17 personnes étaient employées ; en 1999/2000, la bibliothèque comptait 120 employés.
| Les directeurs et directrices de la bibliothèque universitaire sous l'administration nationale |                                                                                            |
| 1773-1774                                                                                      | Josef Bardarini (1708-1791), Professeur de théologie et philosophie, Recteur d'université  |
| 1775-1778                                                                                      | Richard Tecker (1723-1798), Professeur de théologie dogmatique                             |
| 1778-1783                                                                                      | Franz de Paula Tomicich (1729-), Professeur de droit canonique, Recteur d'université       |
| 1783-1797                                                                                      | Augustin Herz                                                                              |
| 1798-1814                                                                                      | Josef Alois Jüstel (1765-1832), Professeur de théologie morale, Recteur d'université       |
| 1817-1832                                                                                      | Markus Sandmann (1764-1832), écrivain                                                      |
| 1833-1852                                                                                      | Johann Krausler (-1852)                                                                    |
| 1853-1861                                                                                      | Leopold Michelitsch                                                                        |
| 1861-1866                                                                                      | Karl Kreutzer                                                                              |
| 1866-1880                                                                                      | Ignaz Tomaschek                                                                            |
| 1880-1895                                                                                      | Alois Müller (1835-1901), hébraïsant                                                       |
| 1895-1903                                                                                      | Wilhelm Haas (1842-1918), ensuite directeur de la bibliothèque de l'université de Vienne   |
| 1903-1910                                                                                      | Anton Schlossar (1849-1942), juriste                                                       |
| 1910-1919                                                                                      | Johannes Peisker (1851-1933), ensuite Professeur d'histoire économique et sociale à Prague |
| 1919-1924                                                                                      | Ferdinand Eichler (1863-1945), philologue et Professeur de bibliothéconomie                |
| 1924-1933                                                                                      | Jakob Fellin (1869-1951)                                                                   |
| 1934-1945                                                                                      | Franz Gosch (1884-1952), archéologue et slaviste                                           |
| 1945-1953                                                                                      | Wolfgang Benndorf (1901-1959)                                                              |
| 1954-1971                                                                                      | Erhard Glas (1906-1992)                                                                    |
| 1972-1988                                                                                      | Franz Kroller (1923-2000), juriste                                                         |
| 1989-2006                                                                                      | Sigrid Reinitzer (1941-)                                                                   |
| 2004-                                                                                          | Werner Schlacher (1955-)                                                                   |

## Les fonds

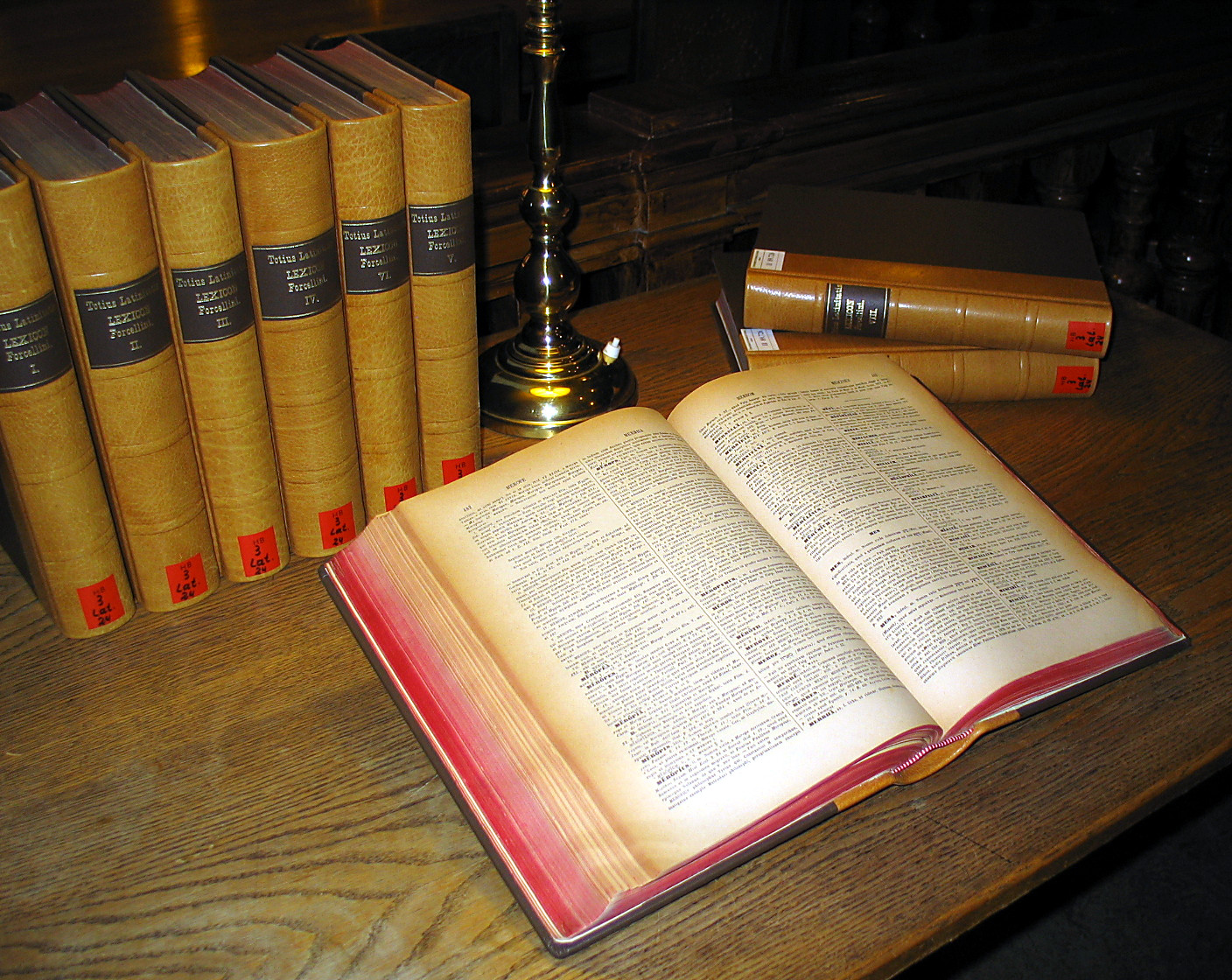
Un dictionnaire en latin en plusieurs volumes.

La richesse des fonds est incertaine jusqu'au milieu du XIXe siècle. Pour l'an 1773, 10 000 volumes sont indiqués, pour 1776, 42 000. D'après des sources peu fiables, on comptait déjà 50 000 volumes en 1839, contre seulement 38 000 en 1860, 100 000 en 1879, 200 000 au début du XXe siècle. En 2000, les fonds comprenaient presque 3 millions d'imprimés, plus de 2000 manuscrits, environ 1200 incunables, un grand nombre de legs des savants. La bibliothèque est abonnée à environ 1400 périodiques.

## Réserve des livres rares
Le département des collections particulières est responsable de l’ensemble des manuscrits et des imprimés parus jusqu'en 1900. Les cinq plus vieux manuscrits de Géorgie qui datent du VIIe au XIe siècle comptent parmi les manuscrits sur parchemin les plus remarquables. Ils proviennent du monastère Sainte-Catherine au pied de la montagne du Sinaï. Dans la collection de manuscrits sur papier, on trouve des lettres de Johannes Kepler à Paul Guldin. Il faut aussi mentionner les 42 manuscrits sur papyrus parvenant des fouilles de la British Egypt Exploration Society à Oxyrhynque et Hibeh, qui ont eu lieu entre 1896 et 1907. Ils représentent l'équivalent d'un soutien financier accordé de la ville de Graz pour les fouilles. La plus grande partie des découvertes se trouve aujourd'hui dans l'Ashmolean museum à Oxford, dans le British Museum à Londres et dans le Musée égyptien au Caire.